# هاناماچی
هاناماچی 花街 hanamachi به معنی شهر گل، یک اصطلاح در زبان ژاپنی است که به محل کار و زندگی گیشا گفته می‌شود. هر هاناماچی نام مخصوص خود را داشت و دارای مون (دروازه) و جمعیت مشخص گیشا بود که معمولاً خارجی از محدوده خود کار نمی‌کردند.